# Adesmus pulchellus
Adesmus pulchellus là một loài bọ cánh cứng trong họ Cerambycidae.